# Jonzier-Épagny
Jonzier-Épagny é uma comuna francesa na região administrativa de Auvérnia-Ródano-Alpes, no departamento da Alta Saboia. Estende-se por uma área de 7.16 km². Em 2010 a comuna tinha 839 habitantes (densidade: 117,2 hab./km²).